# Literatura de El Salvador
La literatura salvadoreña se destaca  a partir de la segunda mitad del siglo XIX. Con anterioridad a esa fecha, el actual territorio salvadoreño formaba parte de otras entidades políticas, razón por la que carece de sentido hablar de una identidad propia que aspirara a expresarse literariamente. No fue sino a partir del triunfo liberal que una élite de intelectuales asumió la función de la conciencia nacional y, con ello, fundó el espacio de una cultura nacional donde la literatura tendrá una destacada participación protagónica.

## Orígenes de la literatura salvadoreña

### La literatura durante la colonia
En los siglos correspondientes a la colonia hubo un florecimiento literario considerable en la metrópoli ibérica; reflejo de lo cual, también en las posesiones americanas se verificó un notable cultivo de las artes, especialmente la arquitectura, la plástica y la música. Existieron, empero, obstáculos importantes para un despunte comparable en la literatura. Entre ellos resaltaba el celo con que la autoridad religiosa controlaba las vidas de sus feligreses recién convertidos al cristianismo. El cultivo de la palabra debía estar al servicio de la fe y bajo el cuidadoso escrutinio de sus guardianes. A pesar de ello tuvo lugar una vida literaria secular de importancia en las cortes virreinales de México y Lima. Esta literatura cortesana tendía a reproducir de forma mimética los cánones metropolitanos, aunque ocasionalmente nutría una voz original y memorable como la de sor Juana Inés de la Cruz, la poeta mexicana.
El territorio salvadoreño se encontraba lejos de los centros de cultura. Se puede conjeturar que la literatura habría gozado de adeptos entre reducidos círculos de criollos cultos, pero de ello apenas existe evidencia, y cuando la hay, confirma que su cultivo tuvo un carácter esporádico, efímero y hasta accidental. Ejemplo de los últimos es el caso del andaluz Juan de Mestanza, quien ocupó la Alcaldía Mayor de Sonsonate entre 1585 y 1589, mencionado en "El Viaje al Parnaso" de Miguel de Cervantes. Las investigaciones de Pedro Escalante Arce y Carlos Velis revelan que en los años de la Colonia hubo una considerable actividad teatral, parte central del entretenimiento popular en las festividades de los asentamientos de regular importancia. Durante estas fiestas se representaban piezas de tema religioso o comedias de propósito educativo, aunque de vez en cuando se representase la creación del origen americano según las versiones indígenas....

### Literatura religiosa

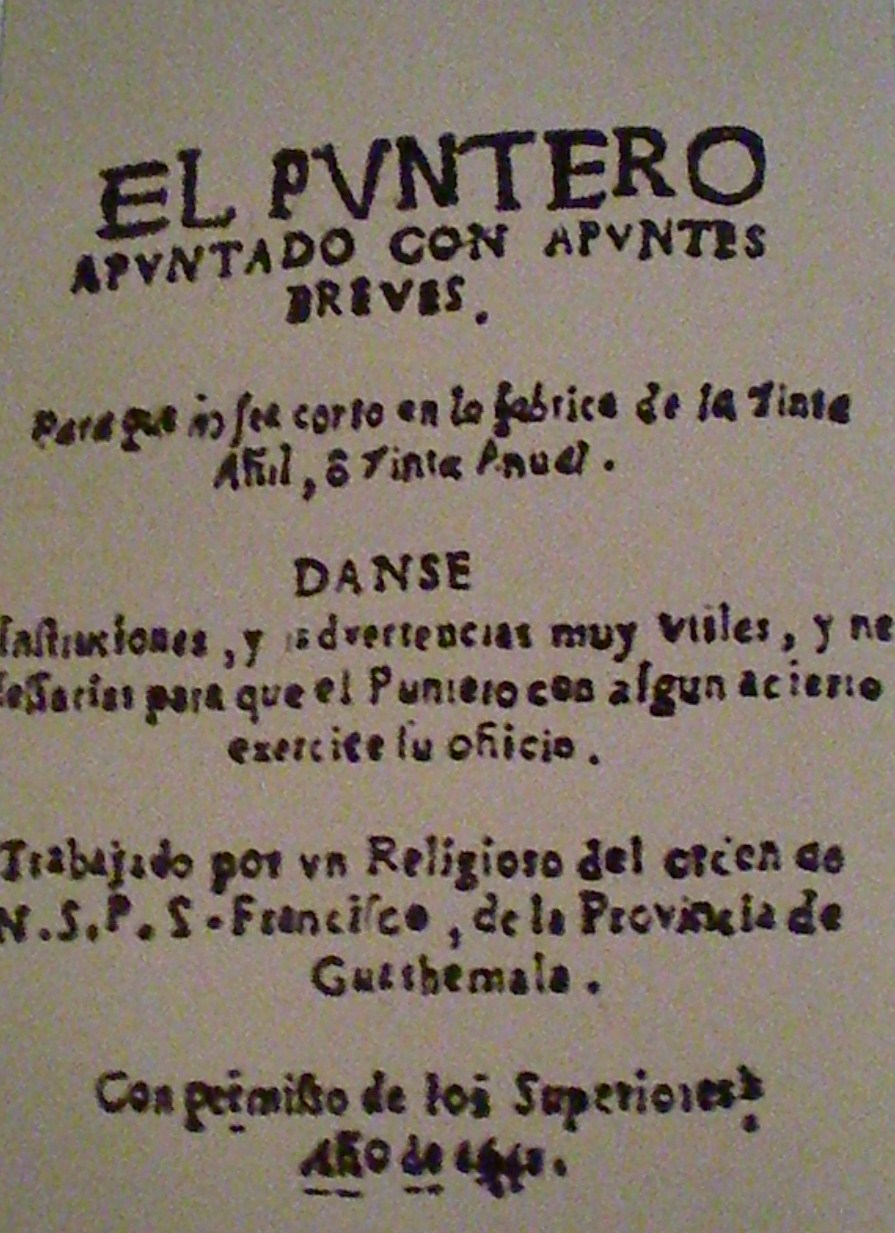
Facsímil de la primera página del primer libro impreso en El Salvador.

La importancia de la literatura religiosa no es en absoluto despreciable. La fe católica y sus ritos eran el punto común en una sociedad heterogénea y fuertemente estratificada. Había expresiones literarias ligadas a las representaciones dramáticas en torno a lo religioso, escenificadas durante las festividades de pueblos y barrios. Por otro lado, también se encontraba una literatura dirigida a un público lector mucho más reducido y selecto. En ese grupo se encontraban obras de carácter piadoso, Hagiografías (vidas de santos y beatos) y tratados teológicos, escritos por religiosos nacidos en el país, pero publicadas usualmente en Europa.
Dentro de esta última categoría, sobresale Juan Antonio Arias, jesuita nacido en Santa Ana, autor de tratados como Misteriosa sombra de las primeras luces del divino Osiris y Jesús recién nacido. Otro jesuita, el  padre Bartolomé Cañas, asilado en Italia a raíz de la expulsión de su orden de los territorios españoles, escribió en Bolonia una Disertación apologética que llegó a imprimirse. Fray Diego José Fuente, franciscano oriundo de San Salvador, publicó varias obras religiosas en España. Fray Juan Díaz, originario de Sonsonate, fue autor de la biografía Vida y virtudes del venerable fray Andrés del Valle.

### Literatura Secular
Una obra alejada de la temática religiosa, fue el manual para la manufactura del añil, El puntero apuntado con apuntes breves, de Juan de Dios del Cid, quién fabricó por cuenta propia una rudimentaria imprenta para publicar su obra, que cabe decir fue la primera impresa en territorio salvadoreño. El documento tiene por fecha de impresión 1641, pero Luis Gallegos Valdés, crítico literario salvadoreño, sostiene que esta fecha se debe a un error tipográfico, pues algunas referencias históricas lo sitúan en el siglo siguiente. Además, puede hablarse de la 
Carta de Relación, escrita por el conquistador extremeño Pedro de Alvarado con fines eminentemente prácticos; en ella, haciendo gala de sus escasas letras, narra episodios importantes de la conquista de estas tierras.

### Muchas literales  durante la independencia
En las últimas décadas del dominio ibérico ya existía en Centroamérica una considerable actividad cultural de carácter secular. Su centro era la Universidad de San Carlos, en Guatemala. Allí, y en poblaciones de regular tamaño, algunos criollos educados se congregaban para debatir e intercambiar las ideas de la Ilustración. Esto animó el nacimiento de una literatura de orientación más política que estética, manifestada principalmente en la oratoria y la prosa argumentativa, polémica y doctrinal, donde los autores hacían gala de su ingenio y de su formación retórica clásica.
En esa época destacaron personalidades de origen salvadoreño, algunas de ellas protagonistas de las posteriores gestas independentistas. Cabe recordar aquí la célebre homilía del padre Manuel Aguilar (1750-1819) en la que proclamó el derecho a la insurrección de los pueblos oprimidos, lo cual provocó escándalo y censura entre las autoridades. También dentro de esta modalidad de literatura oratoria se situó la intervención del sacerdote José Simeón Cañas (1767-1838) en la Asamblea Constituyente de 1823. En una pieza oratoria de gran pasión y elocuencia reclamó la liberación de los esclavos. También gozó de gran reputación la oratoria y la prosa forense del presbítero y doctor Isidro Menéndez (1795-1858), oriundo de Metapán y autor de buena parte de la legislación salvadoreña.
La estética en la literatura salvadoreña de aquella época no gozaba de un protagonismo comparable al del discurso elocuente o a la redacción periodístico. Se limitaba a usos de ocasión, como es el caso de versos anónimos dedicados a comentar satíricamente sucesos políticos del momento, o de otras composiciones poéticas que celebraban el buen nombre y las hazañas de personalidades de relieve. Puede citarse a Miguel Álvarez Castro (1795-1856), autor de poesía laudatoria, entre la que resalta su oda Al ciudadano José Cecilio del Valle (1827). Parecido carácter y función tenía la célebre Tragedia de Morazán, escrita por Francisco Díaz (1812-1845), pieza en prosa que registra la gesta del héroe liberal y centroamericanista, publicada hasta 1894.
La patente debilidad del Estado, la exigua vida urbana y la consecuente inexistencia de una infraestructura cultural limitaban considerablemente las posibilidades de existencia de una vida literaria autónoma. Bajo estas condiciones existía una actividad artística dependiente del patrocinio privado y orientada a servir gustos y necesidades de prestigio social de círculos bastantes reducidos.

## Etapa del liberalismo y la modernización cultural
Para poder comprender el nacimiento de, propiamente dicho, la literatura salvadoreña, hay que situarla en el contexto histórico donde se dio. Fue con la llegada al poder en 1876 de Rafael Zaldívar que los liberales lograron imponerse a sus rivales conservadores. De esta manera asumieron la fundación de un Estado nacional prácticamente desde los cimientos, dando alguna relevancia al interés por la literatura.

### El proyecto liberal
El proyecto nacional confiaba en que el desarrollo de una economía orientada hacia la exportación agrícola —con el café como principal producto— permitiría el salto desde la "barbarie" —para los liberales sinónimo de caudillismo, religión cristiana católica y masas incultas— hacia la "civilización", sinónimo de los logros políticos y sociales de las naciones más adelantadas de Europa.
Tras realizarse gran cantidad de reformas al Estado y a su estructura, el país iba perdiendo su identidad cultural indígena y se formaba en un nuevo proyecto, cambiando parámetros y concepciones de la cultura y las costumbres. Para tal efecto, era necesaria la formación de una élite ilustrada capaz de impulsar el nuevo statu quo. Encarrilando la formación académica, en 1841 se fundó la Universidad de El Salvador y en 1870 se creó la Biblioteca Nacional, dotada de una colección de comentarios a textos clásicos grecolatinos comprada por decreto oficial al cardenal italiano Lambrushini. Posteriormente el acervo de esta institución se fue enriqueciendo con obras científicas y literarias de corte más moderno. A finales del siglo XIX la Biblioteca Nacional se había fortalecido notablemente y patrocinaba la edición de obras de autores nacionales, además de contar con una revista propia. Se formó asimismo otra institución de carácter semioficial, la Academia Salvadoreña de la Lengua, que se constituyó nominalmente en 1876, aunque no entraron en funciones hasta 1914.
De forma paralela tuvo lugar una actividad cultural independiente entre miembros de las élites. Esta actividad se congregó en una serie de sociedades científico-literarias, la mayoría de breve existencia. Excepción a esta regla fue la sociedad "La Juventud", nacida en 1878. Pese a su composición minoritaria fue un foro muy activo de recepción de las últimas tendencias de las ciencias y el arte. Así fue tomando cuerpo una élite intelectual compuesta en particular por individuos provenientes de los rangos de la élites económicas. 
En el terreno científico, esta fue la época de los primeros intentos de numerar y explicar la realidad y el pasado histórico del país. En las ciencias naturales sobresalió el trabajo del médico y antropólogo David J. Guzmán, autor de la Oración a la Bandera Salvadoreña. En geografía e historia, Santiago I. Barberena aportó una obra considerable.
Aunque el énfasis del trabajo de esta época recayó en el terreno científico, sus miembros concedieron un papel muy importante a la cultura estética, en especial a la literatura. Para las élites liberales, el dominio de la palabra y la familiaridad con las últimas manifestaciones de la literatura europea —en particular la francesa— constituían las marcas inequívocas e inexcusables de superioridad espiritual. Curiosamente, esta peculiar relación con el ámbito estético contribuyó a valorar el estatus del poeta y hacer de la literatura un elemento importante en la legitimación del poder y del Estado.

### Modernismo y modernización literaria
La historia del modernismo se remonta en El Salvador a las polémicas sobre el influjo del romanticismo que tuvieron lugar en el seno de "La Juventud". Allí se denunciaba el magisterio del español Fernando Velarde, quien había permanecido en el país en la década de 1870, impactando a las jóvenes generaciones ocultas con una poesía sonora y grandilocuente. Fruto de ese magisterio había sido la producción de una obra poética profundamente influida por un romanticismo de cuño ibérico, es decir, retórico y folklorista. A este romanticismo se suele asociar los nombres de Juan José Cañas (1826-1918), autor de la letra del himno nacional, Rafael Cabrera, Dolores Arias, Antonio Guevara Valdés, Isaac Ruiz Araujo y otros.
Todavía adolescentes, Rubén Darío (1867-1916) —el célebre poeta nicaragüense que residía por esos años en San Salvador— y Francisco Gavidia (1864-1955) arremetieron contra la poesía de Velarde y llamaron la atención sobre el modelo de la poesía francesa simbolista y parnasiana. Ambos la estudiaron con rigor y entusiasmo, tratando de desentrañar sus intrincados mecanismos constructivos y verterlos a la lengua castellana.
Francisco Gavidia asumió la empresa de fundar una literatura nacional. Esta preocupación está más o menos presente a lo largo de una voluminosa obra que evidencia una erudición portentosa, aunque no siempre afortunada en la concreción artística. Francisco Gavidia representa la expresión más decantada del espíritu liberal en el terreno del arte. Su visión de la literatura salvadoreña abogaba por la vocación universal y el dominio de la tradición de Occidente, aunque no olvida la necesidad de rescatar y conocer lo autóctono.
Otros autores importantes del período fueron Vicente Acosta, Juan José Bernal, Calixto Velado y Víctor Jerez. Algunos de ellos participaron en la publicación literaria  La Quincena, que jugara un importante papel en la difusión de la estética finisecular.

## Literatura en elSigloXX
Durante las primeras décadas del siglo XX el influjo del modelo literario modernista siguió predominando, aunque se vislumbraban nuevos rumbos. El modelo de modernización cultural liberal pareció consolidarse bajo el efímero gobierno de Manuel Enrique Araujo, presidente que gozaba de apoyo entre la intelectualidad y que parecía comprometido con una política de fomento científico y artístico. Araujo intentó dar una base institucional más sólida al modelo de sociedades científico-literarias con la fundación del Ateneo de El Salvador (asociación para el estudio de la historia y las letras nacionales), pero este impulso se truncó con el atentado que le costó la vida en 1913.
Con sus sucesores, la dinastía Meléndez-Quiñones, el camino hacia el progreso apareció ensombrecido por el retorno de males de tiempos pasados: nepotismo, intolerancia y clientelismo; persiguiendo especialmente a la clase intelectual.

### El costumbrismo y la mirada introspectiva
Una literatura preocupada hasta entonces por la pertenencia a un espíritu estético cosmopolita estaba poco dotada para encarar la nueva realidad política del país. Sin responder necesariamente a un programa estético explícito, literatos de variada filiación ideológica comenzaron a atenderlas. Como resultado proliferó el cultivo de distintas modalidades de retrato de costumbres donde, bien de manera satírica, bien con espíritu analítico, se dirigió la atención a dimensiones hasta entonces excluidas del arte. En el costumbrismo sobresalen el general José María Peralta Lagos (1873-1944), ministro de Guerra de Manuel Enrique Araujo y escritor de gran popularidad por los artículos polémicos y de sátira social que publicaba bajo la rúbrica de T.P. Mechín. Su obra narrativa y su drama Candidato se caracterizó por la captación jocosa de aspectos típicos de los ambientes provincianos. Otros costumbristas de importancia fueron Francisco Herrera Velado y Alberto Rivas Bonilla.
La popularidad que vivió el relato de costumbres se apoyaba en la creciente importancia del periodismo. Este medio de difusión proveía algunas bases para una actividad literaria más independiente y, en consecuencia, más crítica con respecto al estado de cosas en el país. Es oportuno mencionar la propaganda político hecha por la prensa; el personaje más relevante del ramo fue Alberto Masferrer (1868-1932), quien escribió además una considerable obra en la categoría de ensayo. Aunque de intención más política y moral que artística, la producción de Masferrer contribuyó de manera considerable a crear el clima que orientó a un cambio de rumbos en el quehacer literario.
Característica de todos los autores de este período fue la relativa subordinación del aspecto estético a lo ideológico, lo cual no sucedió con Arturo Ambrogi (1875-1936), quien llegó a ser el escritor viviente más leído y prestigioso de El Salvador. En su juventud había publicado unos relatos de muy baja calidad, pero a lo largo de una vida de dedicación al arte literario llegó a dominar con maestría la crónica y el retrato, publicando en 1917 un volumen de crónicas y relatos titulado El libro del trópico. Lo verdaderamente original de Ambrogi fue que el vuelco temático hacia la exploración de lo autóctono iba acompañado de una búsqueda formal. Ello lo condujo a un hallazgo importante, señalado por Tirso Canales: la síntesis entre el lenguaje literario y el dialecto vernáculo.
La representación del hablar popular estaba ampliamente presente en el relato costumbrista y era uno de los elementos que decididamente otorgaba el "color local" y que caracterizaba a los personajes "ignorantes"; por su parte, Ambrogi propuso algo bastante novedoso; incorporó al discurso voces populares, jugando con sus posibilidades literarias. De esta manera elaboró una propuesta estética de considerables consecuencias. Si el lenguaje del pueblo es capaz de producir poesía, no toda la cultura vernácula es barbarie e ignorancia.
Parecida significación puede atribuirse a la obra lírica de Alfredo Espino (1900-1928), en la que temas ampliamente bucólicos y populares acababan transformados en materia poética. Ello constituyó un suceso de gran importancia en la historia literaria salvadoreña, por mucho que esta poesía parezca anacrónica a las generaciones posteriores.
El período que comprendió las primeras décadas del siglo XX fue importante porque marcó el paso a una cultura nacional que se vio obligada a recurrir a lo "autóctono" para definirse. Este dato revela que la vida nacional estaba dejando de ser una preocupación exclusiva de las élites "europeizadas" y estaba arrastrando sectores sociales más heterogéneos.

### Antimodernismo

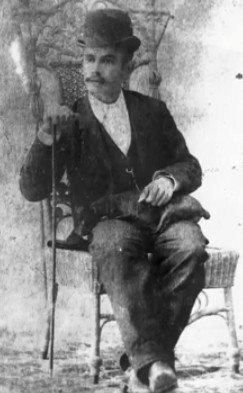
Entre 1928 y 1930, José Bernal y Alberto Masferrer fundaron el diario Patria, uno de los medios más críticos con el quehacer gubernamental, empresarial y social del país

A finales de la década de 1920 y principios de la siguiente la sociedad salvadoreña sufrió varias sacudidas sociales y políticas que desbarataron la ya endeble sociedad literaria. En el terreno económico, la crisis de Wall Street se tradujo en un drástico desplome de los precios del café. El presidente Pío Romero Bosque había iniciado un proceso de retorno a la legalidad institucional que permitió convocar las primeras elecciones libres de la historia salvadoreña. En ellas resultó elegido el ingeniero Arturo Araujo llevando un programa reformista inspirado en las ideas de Alberto Masferrer, quien de hecho había apoyado de manera activa la campaña electoral de Araujo. La crisis económica y el conflicto político resultante hicieron fracasar en cuestión de meses la gestión del mandatario y dieron paso a seis décadas de autoritarismo militar que reprimió de manera drástica la proliferación literaria.
En el terreno de la actividad artística se registró una activa búsqueda de alternativas frente al Occidente moderno como ideal de civilización. El modernismo dariano abundaba en condenas retóricas al prosaísmo de los nuevos tiempos, pero a la vez estaba deslumbrado por la opulencia y el refinamiento de la Europa finisecular. El modernismo condenaba la vulgaridad de los nuevos ricos, pero no mostraba disposición a renunciar a los objetos artísticos que la riqueza producía. Entre las nuevas generaciones literarias esta actitud cambió; ya no se trataba de quejarse de las enfermedades del siglo, sino de rechazar la modernidad en su fundamento mismo.
Desde su cargo de cónsul en Amberes, Alberto Masferrer observó la atrocidad de la crisis; Alberto Guerra Trigueros (1898-1950), como escritor salvadoreño, también plasmó en sus escritos la tendencia hacia la alteridad del modelo de progreso.
Esta búsqueda de alternativas llevó a muchos a hacer un largo y accidentado periplo por senderos tan distintos que incluyen el misticismo oriental, las culturas amerindias y un primitivismo que veía en las formas de vida tradicionales la plena y valedera antítesis de la modernidad desencantada.
En El Salvador, gozaron de particular popularidad la teosofía y otras adaptaciones sui generis de las religiones orientales. Estas ideas tuvieron un notable poder de cohesión en una nutrida promoción literaria que contó con talentos con los de Alberto Guerra Trigeros, Salarrué (1899-1975), Claudia Lars (1899-1974), Serafín Quiteño, Raúl Contreras, Miguel Ángel Espino, Quino Caso, Juan Felipe Toruño y otros. Estos escritores encontraron su credo estético y su profesión de vida en un arte definido como antagonista radical de la modernidad social.
Guerra Trigueros fue el artista con formación teórica más sólida de este grupo y el más familiarizado con las corrientes intelectuales y estéticas de Europa. Además de ser autor de una obra destacada, jugó un papel importante como difusor de las nuevas ideas estéticas. En sus ensayo abogó por una redefinición radical del lenguaje y los temas poéticos hasta entonces muy dominados por la estética modernista. Promovió el verso libre y una poesía de tono coloquial, proclamando así una poesía "vulgar", en el sentido de redimir la cotidianidad. Estas ideas se hicieron más visibles en las generaciones posteriores (en la de Pedro Geoffroy Rivas, Oswaldo Escobar Velado o Roque Dalton), ya que sus contemporáneos elaboraron una expresión lírica siguiendo moldes más bien clásicos, aunque ya distantes del modernismo.

### Populismo y autoritarismo
A inicios de la década de 1930, la narrativa salvadoreña tiene su centro en la obra de Salarrué, la cual es tan diversa como voluminosa y al mismo tiempo desigual, es la continuación y culminación de la síntesis entre el lenguaje literario culto y el habla popular iniciada por Ambrogi. Sus Cuentos de barro (1933), que podría considerarse el libro salvadoreño más publicado y leído, tienen interés por ser una de las inclinaciones literarias más logradas hacia la utilización del habla popular y por elevar el primitivismo de la sociedad campesina al estatuto de utopía nacional. También frecuentó los temas fantásticos y los relacionados con su religiosidad orientalista. 
Aunque cabe decir que los miembros de esta promoción de literatos no siempre tuvieron vínculos directos con la dictadura militar entronizada en 1931, su concepción de la cultura nacional como negación del ideal ilustrado no dejó de proporcionar cierta utilidad a la legitimación del nuevo orden. La idealización del campesino tradicional de su vínculo solidario son la naturaleza, permitía asociar el autoritarismo y el populismo, ingredientes indispensables del discurso de la naciente dictadura militar.

### La generación de 1944 y la lucha antiautoritaria

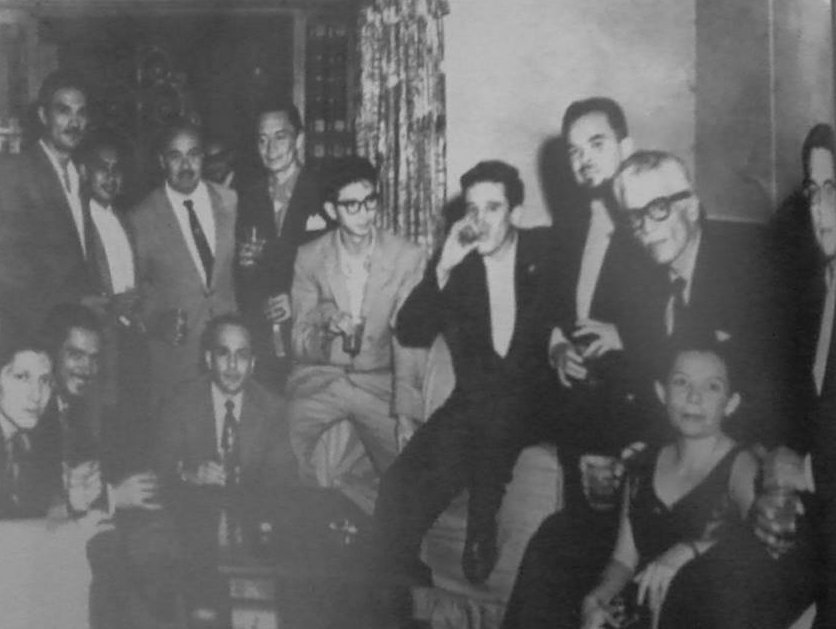
Poeta salvadoreño Roque Dalton de quinto de derecha a izquierda con intelectuales de la Generación comprometida (Círculo Literario Universitario). San Salvador, 1961

En la década de 1940 alcanzó su madurez un grupo de escritores entre quienes se cuentan Pedro Geoffroy Rivas (1908-1979), Hugo Lindo (1917-1985), José María Méndez (1916), Matilde Elena López (1922), Julio Fausto Fernández, Oswaldo Escobar Velado, Luis Gallegos Valdés, Antonio Gamero y Ricardo Trigueros de León. Pedro Geoffroy Rivas produjo una obra lírica marcada por la vanguardias y, además, desarrolló una importante labor de rescate de las tradiciones indígenas y de la lengua popular. La poesía de Oswaldo Escobar Velado tiene una delatada preocupación existencial y un componente esencial de denuncia de las injusticias sociales. José María Méndez y Hugo Lindo exploraron nuevas fronteras de la narrativa. 
Numerosos escritos de esta generación jugaron un papel muy activo en el movimiento democrático que puso fin de la dictadura del general Hernández Martínez. Sin embargo, algunos de ellos colaboraron activamente con el régimen del coronel Óscar Osorio.
Dentro de un proyecto de modernización del Estado, Osorio promovió una de las políticas culturales más ambiciosas en la historia de El Salvador. Para citar un ejemplo, a través del Departamento Editorial del Ministerio de Cultura (posteriormente Dirección de Publicaciones del Ministerio de Educación), bajo la enérgica dirección del escritor Ricardo Trigueros de León se desarrolló una labor editorial de gran alcance, la cual constituyó, a la vez, un paso decisivo en sentar las bases del canon de la literatura salvadoreña.
De forma paralela, tuvo lugar un proceso que había de afectar el desarrollo de la literatura; el auge y la universalización de la industria de la cultura. Hacia 1950 resultaba bastante claro que los medios de difusión masiva estaban desplazando a las bellas artes y a la cultura popular tradicional como generadores de referentes imaginarios de la población. Ante esa situación la literatura fue quedando relegada a una incómoda marginalidad. Esta debilidad hizo del trabajo artístico un fácil rehén del régimen militar, cada vez más deslegitimado por la corrupción y la ausencia de libertades políticas.

## Literatura durante la guerra civil
En este convulsivo contexto surgió una literatura que asumió el legado de los escritores de la Generación Comprometida y toda la literatura que abogó por el acompañamiento a las luchas populares de liberación que definieron en gran medida el concierto artístico literario salvadoreño de la década de 1950 a 1980. 

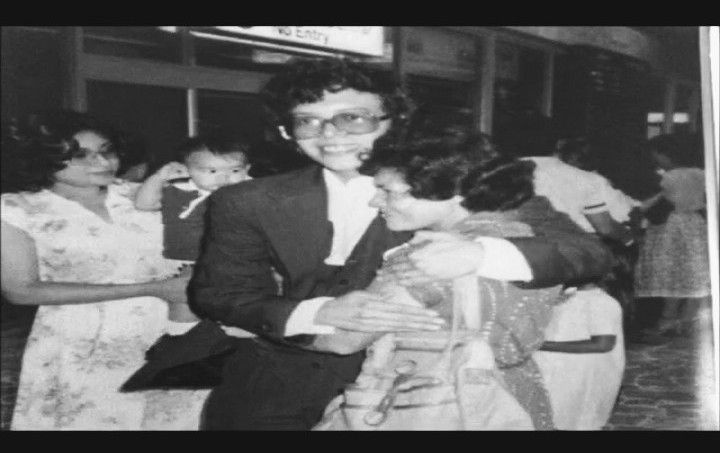
Junto con Roque Dalton y Claudia Maria Jovel, se le integra dentro de los llamados “poetas mártires” de El Salvador, entre los que se encuentran también, entre otros Amílcar Colocho, Delfina Góchez Fernández, Alfonso Hernández, Lil Milagro Ramírez, Leila Patricia Quintana, Jaime Suárez Quemain y Mauricio Vallejo.

En 1984 el poeta Salvador Juárez dirige el Taller Literario de Extensión Universitaria en la Universidad de El Salvador. A este proyecto se integran algunos jóvenes que en 1985 consolidarán su práctica literaria en el Taller Literario Xibalbá. Algunos de sus miembros fueron: Javier Alas, Otoniel Guevara, Jorge Vargas Méndez, Nimia Romero, David Morales, José Antonio Domínguez, Edgar Alfaro Chaverri, Antonio Casquín, y los poetas caídos en combate, Amílcar Colocho y Arquímides Cruz. Este grupo sería uno de los colectivos literarios más sólidos del último lustro de 1980. Militaban en el movimiento popular armado al mismo tiempo que ejecutaban una intensa labor de producción literaria (algunos de ellos conquistaron reconocimientos en diversos certámenes de la época, juzgados por reconocidos escritores como Matilde Elena López, Rafael Mendoza y Luis Melgar Brizuela, por ejemplo, en el Certamen Reforma 89, impulsado por la Iglesia luterana). Cultivaron principalmente poesía, la cual estuvo marcada por su participación en la organización popular y en las filas de la guerrilla salvadoreña. Algunos artículos o muestras poéticas pueden encontrarse en ediciones de prensa de esos años. Su obra trashumaba los temas de la liberación, el amor y el futuro. 
Algunos miembros de Xibalbá resultaron gravemente heridos, marcharon al exilio o murieron durante enfrentamientos contra los cuerpos de seguridad; otros se mantuvieron cerca de la actividad política o militar o se retiraron de ese entorno. Aparentemente constituyen el último capítulo de la literatura de compromiso, una prolongación -en palabras de Huezo Mixco- de la "estética extrema", un sentido de hacer literatura para dar respuesta y opción en un momento crítico. Esta "estética extrema" fue labrada por la generación antifascista y la generación Comprometida. 
El grupo se disuelve luego de 1992; aunque la guerra había cobrado su saldo en muertos y exiliados, el legado de Xibalbá y las generaciones precedentes significarán gran responsabilidad a otros jóvenes y colectivos de escritores que irán surgiendo en las próximas dos décadas.

## Lista de escritores salvadoreños
- Alberto Masferrer                         (1868-1932)
- Alexander Hernández                    (n. 1987)
- Alfonso Quijada Urías                (n. 1940-)
- Alfredo Espino                              (1900-1928)
- Arturo Ambrogi                               (1874-1936)
- [anamelisa piña parada
- Antonio Teshcal (n. 1984)
- Antonio Casquín  (n. 1964)
- Álvaro Menen Desleal                    (1932-2000)
- Arquímedes Cruz                      (n. 1964-1989)
- Bruno Panzacchi                           (n. 1987)
- Carmen González Huguet           (n. 1958)
- Carlos Alberto Soriano                   (n. 1971)
- Carlos Anchetta                          (n. 1982)
- Carlos Bucio Borja                         (n. 1967)
- Carlos Teshcal                                (n. 1990)
- Claribel Alegría                              (n. 1924)
- Claudia Hernández (n. 1975)
- Claudia Lars                               (1899-1974)
- David Escobar Galindo                 (n. 1943)
- Edwin Ernesto Ayala                     (n. 1966)
- Elvidio González Ortiz                   (n. 1920-2013)
- Francisco Andrés Escobar            (n. 1942)
- Francisco Gavidia                       (1863-1955)
- Gabriel Otero                       (n. 1965)
- Horacio Castellanos Moya            (n. 1957)
- Hugo Lindo                          (1917-1985)
- Héctor Ismael Sermeño               (n. 1954)
- Ítalo López Vallecillos  (1932-1986)
- Jacinta Escudos                             (n. 1961)
- Javier Alas                                 (n. 1964)
- Luis Alfredo Castellanos                (n. 1971)
- Jorge Ismael García Corleto                (n. 1956)
- José María Peralta Lagos              (1873-1944)
- José Roberto Cea                          (n. 1939)
- Juan Felipe Toruño                         (n. 1989)
- Juan Carlos Recinos                      (n. 1989)
- Krisma Mancía                                 (n. 1980)
- Luis Alvarenga                                  (n. 1969)
- Manlio Argueta                                  (n. 1935)
- Mario Quiñónez

(n. 1994)
- Melitón Barba                                    (1925-2001)
- Miguel Huezo Mixco                        (n. 1954)
- Miguel Ángel Espino                          (1903-1967)
- Nora Méndez                                     (n. 1969)
- Pedro Geoffroy Rivas                      (1908-1979)
- Rafael Góchez Sosa                         (1927-1986)
- Rafael Francisco Góchez                   (n. 1967)
- Rafael Menjívar Ochoa                       (n. 1959)
- Rebeca Michelle Ortiz García             (n.1988)
- Reina Isabel Arias de Paniagua           (n. 1963)
- René Ovidio González                        (n.1958)
- Ricardo Lindo Fuentes                     (n. 1947)
- Ricardo Trigueros de León                  (1917-1965)
- Roberto Armijo                                     (1937-1997)
- Roque Dalton                                       (1935-1975)
- Salvador Salazar Arrué (Salarrué)       (1899-1975)
- Vladimir Amaya                                    (n. 1985)
- Waldo Chávez Velasco                        (1933-2005)
- Walter Béneke (1930-1980)
- Yanira Soundy                                      (n.1964)
- Lilliam Armijo                                      (1984)

### Organismos e instituciones de promoción literaria
- Ministerio de Cultura
- Fundación María Escalón de Núñez
- Dirección de Publicaciones e Impresos (DPI)
- La Casa del Escritor
- Fundación Manos Mágicas

### Movimientos literarios
- Modernismo en El Salvador
- Generación Comprometida
- Movimiento Literario Siramá
- Generación de la Sangre